# Männiku
Männiku är en stadsdel i distriktet Nõmme i Estlands huvudstad Tallinn.